# Tritimovirus
Genre
Espèces de rang inférieur
- espèce-type : Wheat streak mosaic virus

Tritimovirus est un genre de virus appartenant à la famille des Potyviridae, qui contient 6 espèces acceptées par l'ICTV. Ce sont des virus à ARN à simple brin de polarité positive (ARNmc), rattachés au groupe IV de la classification Baltimore.
Ces virus infectent exclusivement des plantes (phytovirus) monocotylédones de la famille des Poaceae (graminées).

## Structure
Les particules sont des virions non-enveloppés, flexueux, filamenteux, à symétrie hélicoïdale, de 690 à 700 nm de long et 12 à 15 nm de diamètre. Ces virus induisent la formation de corps d'inclusion (en) caractéristiques dans les cellules végétales infectées.
Le génome, monopartite (non segmenté) ou bipartite, est un ARN linéaire à simple brin de sens positif, dont la taille varie de 9,3 à 10 kbases.

## Liste d'espèces
Selon NCBI (16 janvier 2021) :
- Brome streak mosaic virus (BStMV)
- Oat necrotic mottle virus (ONMV)
- Tall oatgrass mosaic virus (TOgMV)
- Wheat eqlid mosaic virus (WEqMV)
- Wheat streak mosaic virus (WSMV)
- Yellow oat grass mosaic virus (YOgMV)